# 관인구락부
관인구락부(官人俱樂部)는 조선 최초의 국립극장 '협률사'(協律社)가 고종의 명으로 1906년 4월 20일 정식 폐지된 이후, 1907년부터 1908년 7월 20일 '원각사(圓覺社)가 승인 받기 전까지 이용되던 장소의 이름이다. 구 한국시대의 군인회관 격이었으며 1908년 1월 하순 남대문 쪽으로 이전한다.

## 참고 자료
- 해방 전 조선영화 극장사 고찰 , 이용남 석사논문, 2002년